# Copper Gone
Copper Gone è il quinto album in studio del rapper statunitense Sage Francis, pubblicato nel 2014.

## Tracce
1. Pressure Cooker – 4:02
2. Grace – 3:28
3. ID Thieves – 3:16
4. Cheat Code – 4:05
5. Dead Man's Float – 4:08
6. Over Under – 2:48
7. Make Em Purr – 3:39
8. Vonnegut Busy – 4:50
9. Thank You – 3:52
10. The Set Up – 4:05
11. The Place She Feared Most – 3:10
12. Once Upon a Blood Moon – 4:23
13. Say Uncle – 4:14
14. Maint Reqd – 4:03